# Renato Carlos Martins Júnior
Renato Carlos Martins Júnior (født 14. maj 1987) er en brasiliansk fodboldspiller.